# Домпјер ди Шемен
Домпјер ди Шемен (фр. Dompierre-du-Chemin) насеље је и општина у северозападној Француској у региону Бретања, у департману Ил и Вилен која припада префектури Фужер.
По подацима из 2011. године у општини је живело 560 становника, а густина насељености је износила 57,85 становника/km². Општина се простире на површини од 9,68 km². Налази се на средњој надморској висини од 134 метара (максималној 182 m, а минималној 93 m).

## Демографија
| 1962. | 1968. | 1975. | 1982. | 1990. | 1999. | 2011. |
| ----- | ----- | ----- | ----- | ----- | ----- | ----- |
| 414   | 443   | 430   | 491   | 468   | 470   | 560   |

График промене броја становника у току последњих година